# Sommer-Rebellen
Sommer-Rebellen (internationaler, englischsprachiger Titel Summer Rebels) ist ein deutsch-slowakischer Kinder- und Jugendfilm von Martina Saková, der im September 2020 beim 60. Zlín Filmfest seine Premiere feierte und am 12. August 2021 in die deutschen Kinos kam.

## Handlung
Endlich ist es Sommer, und der elfjährige Jonas freut sich darauf, die Ferien mit seinem Opa Bernard in der Slowakei zu verbringen, denn nach dem Tod seines Vaters gibt es nur noch Zoff zu Hause. Doch sein Opa ist nach dem Tod seines Sohnes nicht mehr so, wie ihn Jonas in Erinnerung hat. Auch der Vorruhestand hat ihn launisch gemacht.
Von der erhofften Zeit voller Spaß und Action ist einige Tage lang nichts zu merken, doch als sich Jonas mit der Nachbarstochter Alex anfreundet, hecken die beiden einen verrückten Plan aus. Eine neue Frau, ein neuer Job oder ein neues Hobby sollen seinen Opa aufheitern.

## Produktion
Es handelt sich bei Sommer-Rebellen um Martina Sakovás Regiedebüt bei einem Spielfilm, die gemeinsam mit Sülke Schulz auch das Drehbuch schrieb. Der Film weist Parallelen zu Sakovás Leben auf, da ihr Vater starb, als sie 11 Jahre alt war. Die aus der Slowakei stammende Saková studierte an der Filmhochschule in Bratislava, später als Gaststudentin an der Universität der Künste in Berlin und an der Filmuniversität Babelsberg Konrad Wolf in Potsdam und war als Drehbuchautorin für die Kinderfilme Amálka, I'm Going Crazy, den Animationsfilm Heavy Mental und den Dokumentarfilms Little Hanoi tätig. Seit 2003 lebt und arbeitet sie in Berlin, wo sie das Animationsstudio und Filmproduktionsfirma Projector23 gründete, mit dem sie Sommer-Rebellen realisierte.
Der Film erhielt von der Beauftragten der Bundesregierung für Kultur und Medien eine Produktionsförderung in Höhe von 435.000 Euro, vom Slovak Audiovisual Fund in Höhe von 315.000 Euro und vom Kuratorium junger deutscher Film von 285.000 Euro nebst einer früh gewährten Projektentwicklungsförderung von 15.000 Euro. Creative Europe Media steuerte eine Projektentwicklungsförderung in Höhe von 30.000 Euro bei.
Der Nachwuchsschauspieler Eliás Vyskocil übernahm die Hauptrolle von Jonas. Pavel Nový, einer der bekanntesten Schauspieler Tschechiens, spielt seinen Opa Bernard. Liana Pavlíková übernahm die Rolle von Alex, die slowakisch-ungarische Schauspielerin und Chansonnière Szidi Tobias spielt Frau Blumig, und Kaya Marie Möller ist in der Rolle von Jonas‘ Mutter zu sehen.

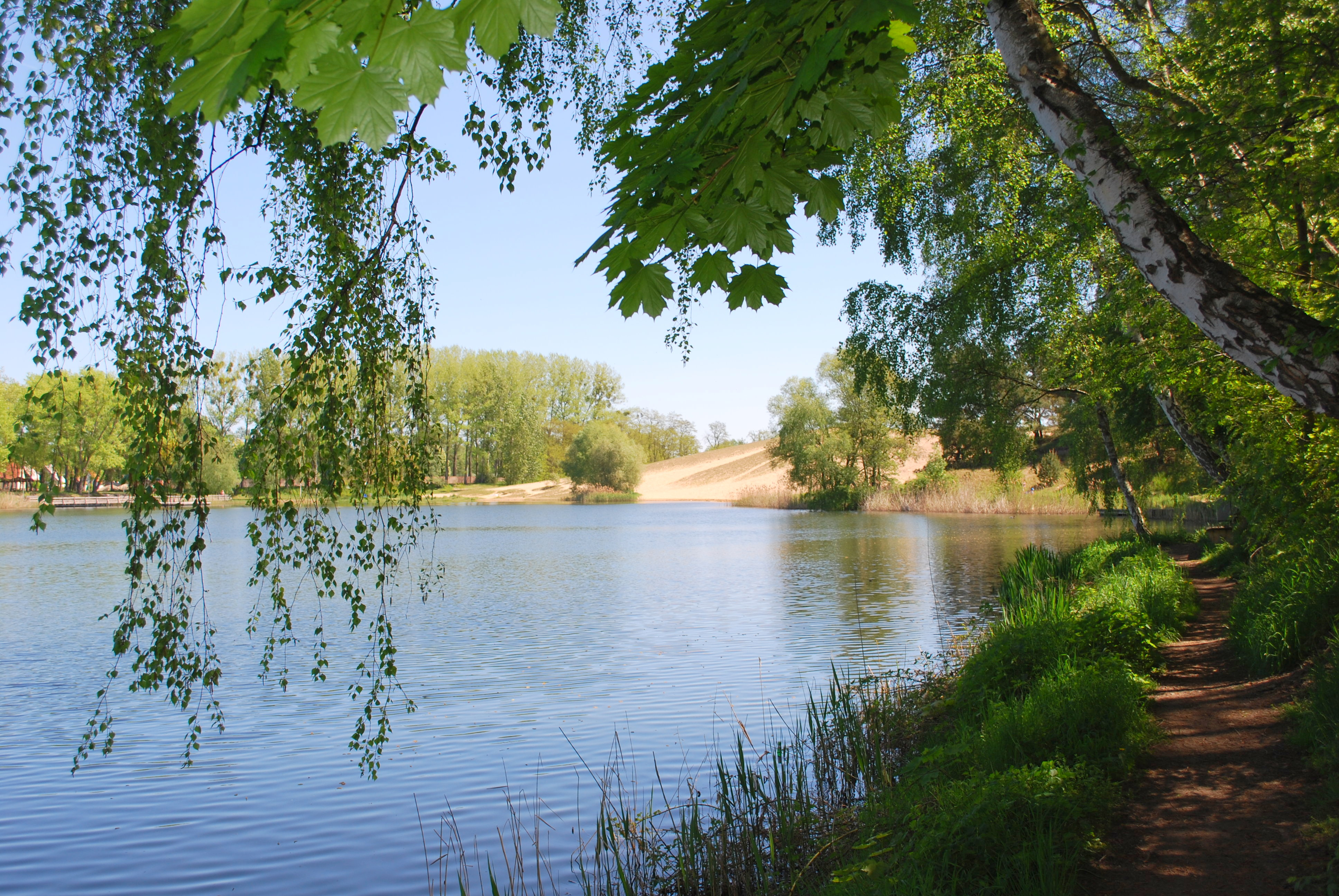
Regisseurin Martina Saková war vom türkisblauen Wasser der Seen um Gommern angetan

Die Dreharbeiten fanden an 38 Drehtagen von Mitte Juli bis Anfang September 2018 in Deutschland und der Slowakei statt. Gedreht wurde im Wald und an einem See zwischen Pretzien und Dannigkow, einem Stadtteil von Gommern bei Magdeburg, wo alle Seeszenen entstanden. Weitere Aufnahmen entstanden im Ballsaal „Gare de la lune“ in Dresden und in Handlová in der Slowakei. Als Kamerafrau fungierte die aus Südkorea stammende Jieun Yi, die seit 2005 in Berlin lebt, wo sie Kamera studierte und zuletzt mit Xaver Böhm am Film O Beautiful Night gearbeitet hat.
Als Synchronregisseure fungierten Pierre Peters-Arnolds und Karin Lehmann. Nachwuchssprecher Heinrich Bruderek leiht in der deutschen Fassung Jonas seine Stimme, Roland Hemmo spricht seinen Opa Bernard und Zoe Murmann Alex.
Die weltweiten Vertriebsrechte liegen bei Pluto Films, in der Slowakei und Tschechien bei CinémArt und in Deutschland bei Farbfilm Verleih. Eine erste internationale Vorstellung des Films erfolgte am 6. September 2020 beim Zlín Film Fest. Ebenfalls im September 2020 läuft der Film im Rahmen des Kindermedienfestivals Goldener Spatz in Gera und Erfurt im Kino und auch beim International Film Festival Piešťany. Im November 2020 sind Vorstellungen beim Tallinn Black Nights Film Festival in der Kindersektion geplant, ebenso beim Minsk International Film Festival „Listapad“ in der Kinder- und Jugendsektion. Im Januar 2021 wurde er beim International Film Festival of India gezeigt. Bereits ab 13. August 2020 wurde der Film in ausgewählten Kinos in der Slowakei gezeigt, hier unter dem Titel Letní rebeli. Der Kinostart in Deutschland erfolgte am 12. August 2021. Im September 2021 wurde er im Rahmen des Kinderfilmfestes des Festivals des deutschen Films und beim Neiße Filmfestival gezeigt. Der Kinostart in Österreich ist am 6. April 2022 geplant.

## Rezeption

### Kritiken
Michael Meyns schreibt in seiner Funktion als Filmkorrespondent der Gilde deutscher Filmkunsttheater, die langen, sonnigen Tage eines endlos erscheinenden Sommers machten gerade richtig Lust auf Entdeckungen, wenn sie wie in Sommer-Rebellen leuchtend und magisch gefilmt sind, und die Bilder der Kamerafrau Jieun Yi seien eine der größten Qualitäten von Martina Sakovás Film. „Impressionistische Momente schaffen eine magische Stimmung, egal ob Jonas und Alex durch Wiesen und Felder streifen oder sich in der slowakischen Kleinstadt herumtreiben. So frei die Bildgestaltung ist, so mäandernd entwickelt sich auch die Geschichte, die zwar nicht an Konflikten spart, dabei aber doch ohne betonte dramatische Zuspitzung auskommt“, so Meyns. Sakovà sei ein leichter, aber keinesfalls banaler Sommerfilm gelungen, herausragend gefilmt und gerade vom jungen Hauptdarsteller Eliáš Vyskočil überzeugend gespielt.

### Einsatz im Unterricht
Das Onlineportal kinofenster.de empfiehlt Sommer-Rebellen für die Unterrichtsfächer Deutsch, Ethik/Lebenskunde und Religion und bietet Materialien zum Film für den Unterricht. Dort heißt es: „Zum Einstieg in das Gespräch können die Schüler/-innen von eigenen Sommerabenteuern, aber auch von Erlebnissen mit den Großeltern berichten. Hier regt der Film an, über das Leben der ältesten Mitglieder unserer Gesellschaft nachzudenken. In einer Dialogsequenz im letzten Drittel des Films fragt Jonas seinen Opa, ob er Angst vor dem Tod habe. Es entspinnt sich ein Gespräch über individuelle Ängste und Strategien, diese zu überwinden. Behutsam und altersgerecht können hier Vorstellungen vom Leben nach dem Tod thematisiert und aufgegriffen werden.“ Im Herbst 2021 wird er im Rahmen der SchulKinoWochen gezeigt, unter anderem in Berlin.

### Auszeichnungen
Im Mai 2021 wurde Sommer-Rebellen in die Vorauswahl von Kinderfilmen für den Deutschen Filmpreis aufgenommen.
Goldener Spatz 2020
- Nominierung als Bester Langfilm[24]

Minsk International Film Festival „Listapad“ 2020
- Nominierung in der Kinder- und Jugendsektion (Martina Saková)[25]

Molodist International Film Festival 2021
- Auszeichnung mit dem Spezialpreis der Jury für den Besten Soundtrack im Teen Screen Competition
- Nominierung für den Skythischen Hirsch im Teen Screen Competition (Martina Saková)[26]

Preis der deutschen Filmkritik 2022
- Auszeichnung als Bester Kinderfilm (Martina Saková)[27]

Tallinn Black Nights Film Festival 2020
- Nominierung im Kinder-Wettbewerb[28]